# Раунд (Сейшельські острови, Мае)
Ра́унд, також Ронд (англ. Round Island, фр. Île Ronde) — невеликий гранітний острів у Індійському океані, з Сейшельського архіпелагу.
Розташований за 5 км на схід від головного острова Мае. Найближчі острови — Серф, Сент-Анн, Муаен, Лонг. Довжина острова Раунд становить 170 м, ширина — 150 м. Найвища точка острова — 26 м. Більша частина острова вкрита тропічним лісом. У північно-західній частині є пляж, втім, він переважно вкритий водоростями, а мілке море біля берегів ускладнює навігацію.
Раунд є частиною Національного морського парку Сент-Анн.
До 1940–1942 роках році на острові Раунд діяв лепрозорій для жінок, пізніше хвориз перевезли хворих на острів Кюр'єз. Зараз у будинку колишньої лікарні відкрито ресторан Chez Gaby. На 2012 рік заплановано відкриття на острові курорту Round Island Resort.
Однойменний острівець є біля острова Праслен.